# Austrijski komitet za Mauthauzen
Austrijski komitet za Mauthauzen se bavi pedagoškim i naučnoistraživačkim radom, koji se tiče Mauthauzena i njegovih sporednih logora u Austriji. Organizacija je formirana 1997. godine i u toj funkciji je nasledila austrijsku zajednicu logora Mauthauzena.

## Definicija
Komitet za Mauthauzen definiše se na sledeći način: „ Naša organizacija stoji iznad partija i religija. Mi se zalažemo sa slobodno i demokratsko društvo i za očuvanje ljudskih prava svih ljudi, nezavisno od državljanstva, političkog opredeljenja i religije, i odlučno se borimo protiv svih vrsta fašizma, rasizma, neonacizma, šovinizma i antisemitizma”

## Oblast delovanja
U skladu sa gore navedenim smernicama komitet se pre svega bavi sećanjem na nacističku diktaturu, pri čemu rad sa mladima zauzima najvažnije mesto. Komitet se takođe bavi pedagoškim i naučnoistraživačkim praćenjem koncetracijonog logora Mauthauzen i njegovih sporednih logora. Za mlade ljude je takođe predviđen „Evropski susret mladih”.
Kao deo internacijonalnog komiteta Mauthauzen austrijski komitet je u intenzivnom kontaktu sa različitim partnerskim organizacijama u celoj Evropi, kao na primer „Amicale de Mauthausen” u Parizu u saradnji sa kojim organizuje različite manifestacije. Komitet ima u celoj Austriji manje organizacije u pojedinim saveznim državama , sa ciljem da razvije mrežu organizacija koje se bave sećanjem na Mauthauzen i njegove sporedne logore.
Među javnim ličnostima koji se angažuju u vođenju organizacije nalaze na među ostalima austrijski kardinal Kristof Šenborn, gradonačelnik Beča Mihael Hojpl, austrijski ministar za rad Rudolf Hundstorfer, bivši austrijski kancelar Franc Vranicki i takođe mnogobrojne javne ličnosti jevrejskog porekla kao na primer Marko Fajngold.

## Nagrade
11. decembra 2013. godine Mauthauzen komitet nagrađen je zajedno sa osnivačem austrijske spomen službe žrtvama holokausta Andreasom Maislingerom, od strane bečkog državnog sekretara Andreasa Mailat-Pokorni Karl Rener nagradom grada Beča.